# Tagish Lake

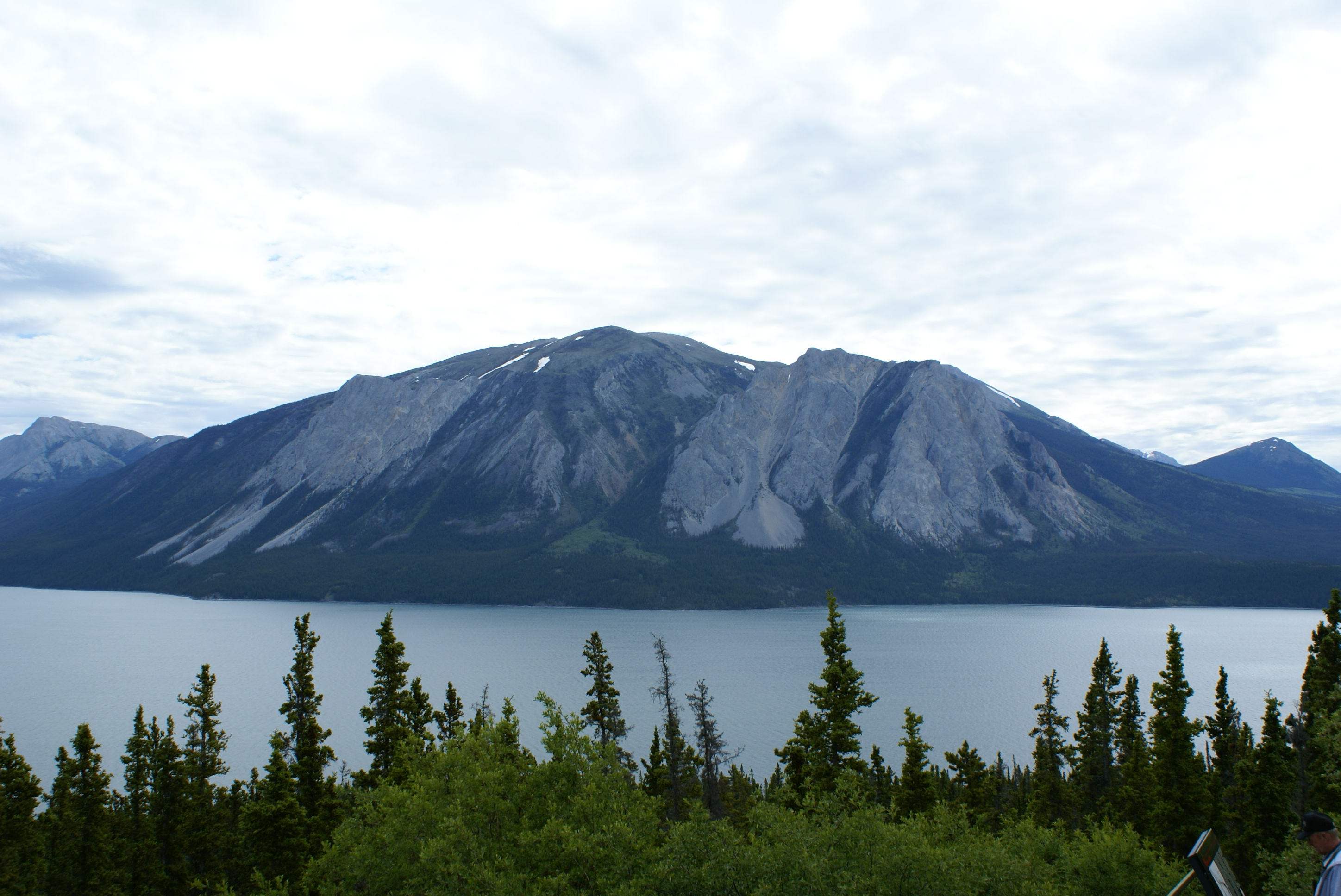
Jezioro Tagish, miejsce spadku meteorytu.

Tagish Lake – meteoryt kamienny należący do chondrytów węglistych grupy C 2 spadły 18 stycznia 2000 roku na powierzchnię zamarzniętego Jeziora Tagish w Kolumbii Brytyjskiej w Kanadzie o godzinie 16:43 czasu uniwersalnego. Zebrano jak dotąd ponad 500 fragmentów meteorytu o łącznej masie 10 kg. Masę meteorytu przed spadkiem na Ziemię ocenia się na 220 ton.